# Rue d'Alsace-Lorraine (Paris)
Pour les articles homonymes, voir Rue d'Alsace-Lorraine.
Ne doit pas être confondu avec Rue d'Alsace ou Cour d'Alsace-Lorraine.
La rue d'Alsace-Lorraine est une voie du 19e arrondissement de Paris, en France.

## Situation et accès

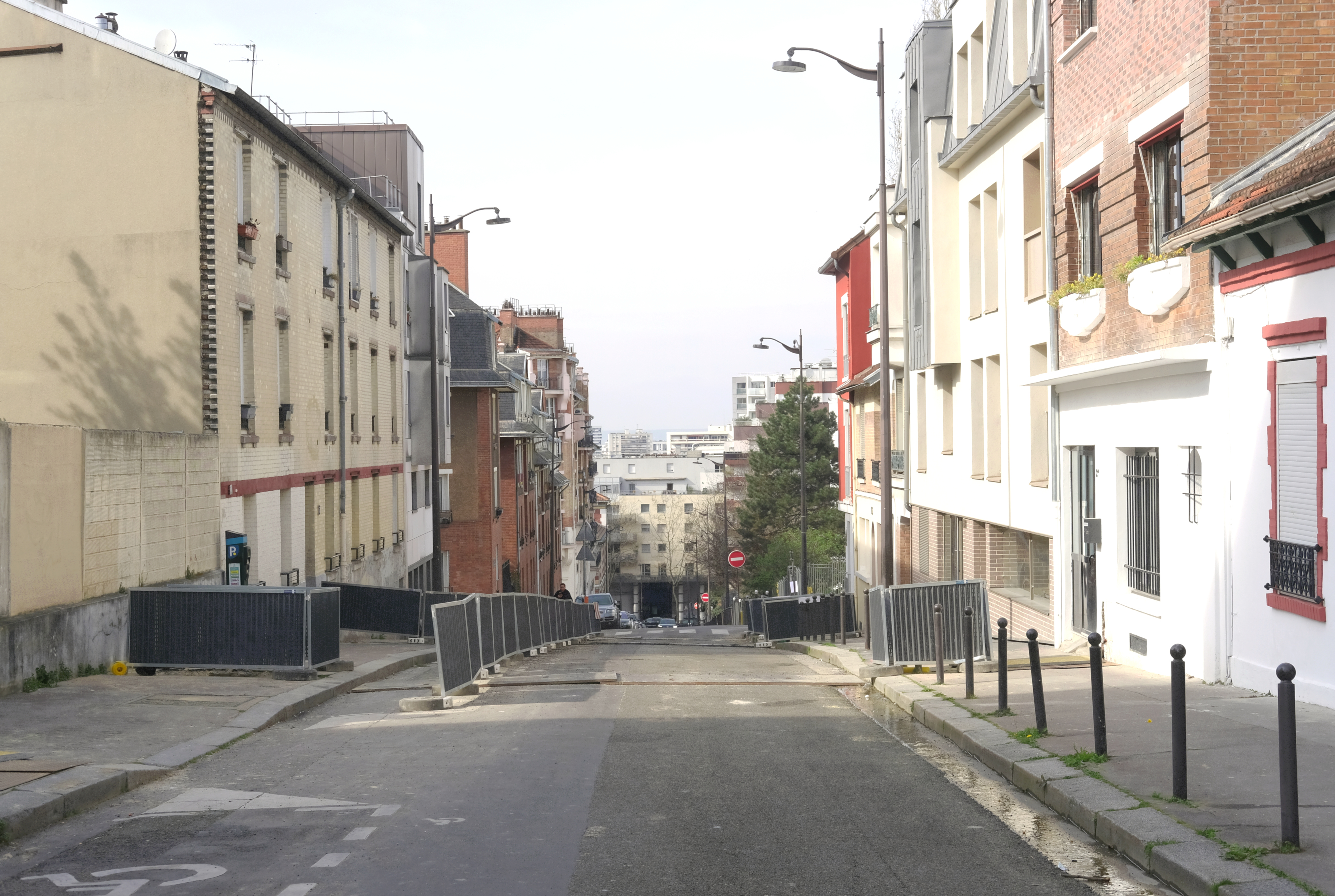
La rue d'Alsace-Lorraine vue depuis la rue du Général-Brunet.

La rue d'Alsace-Lorraine est une voie publique située dans le 19e arrondissement de Paris. Rue en pente, elle débute au 47, rue du Général-Brunet et se termine au 40 bis, rue Manin.

## Origine du nom
Cette rue doit son nom à la mémoire des provinces d'Alsace-Lorraine perdues à l'issue de la guerre de 1870.

## Historique
La voie est ouverte sous sa dénomination actuelle en 1889.

## Bâtiments remarquables et lieux de mémoire

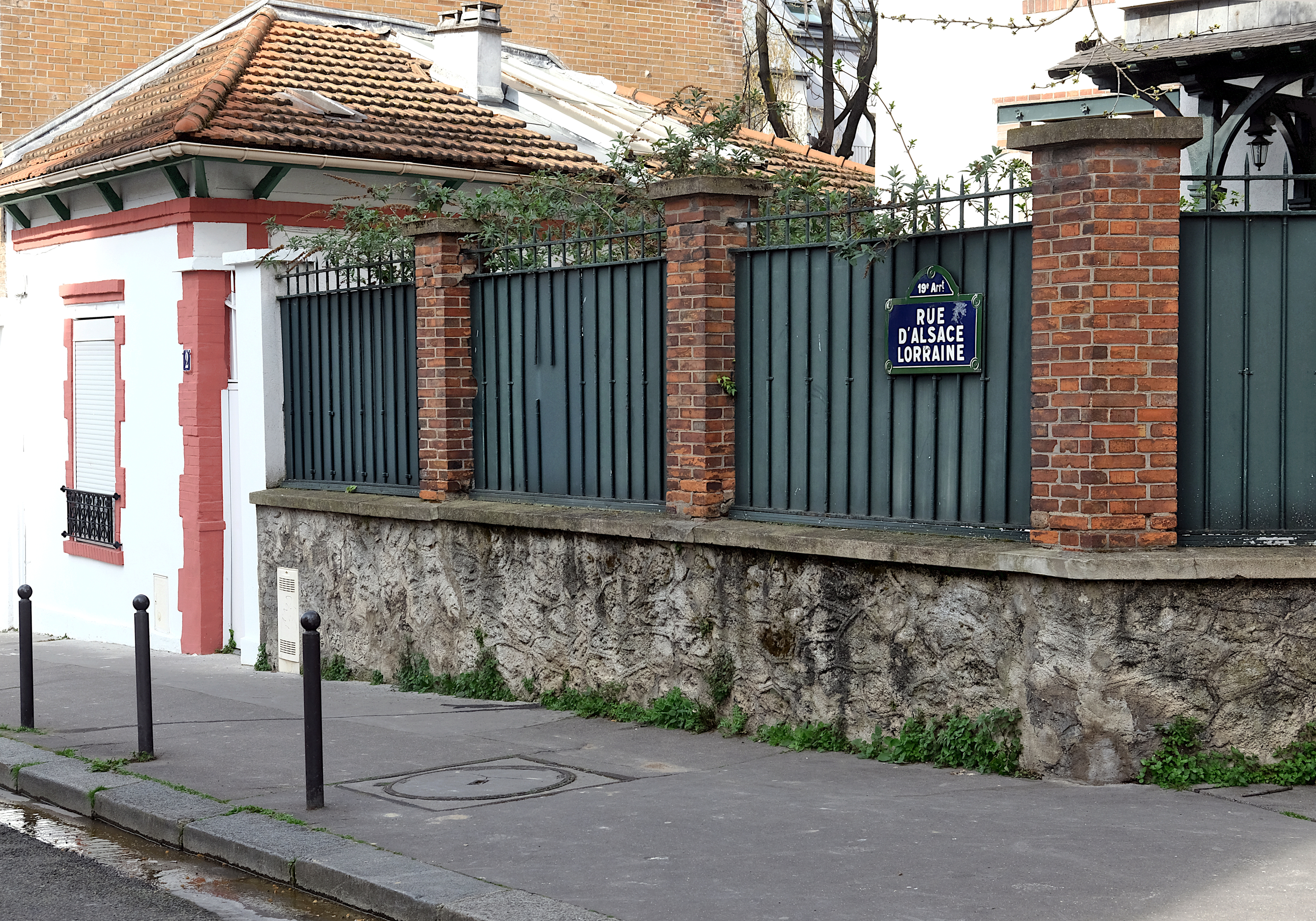
N°2, à l'angle de la rue du Général-Brunet.
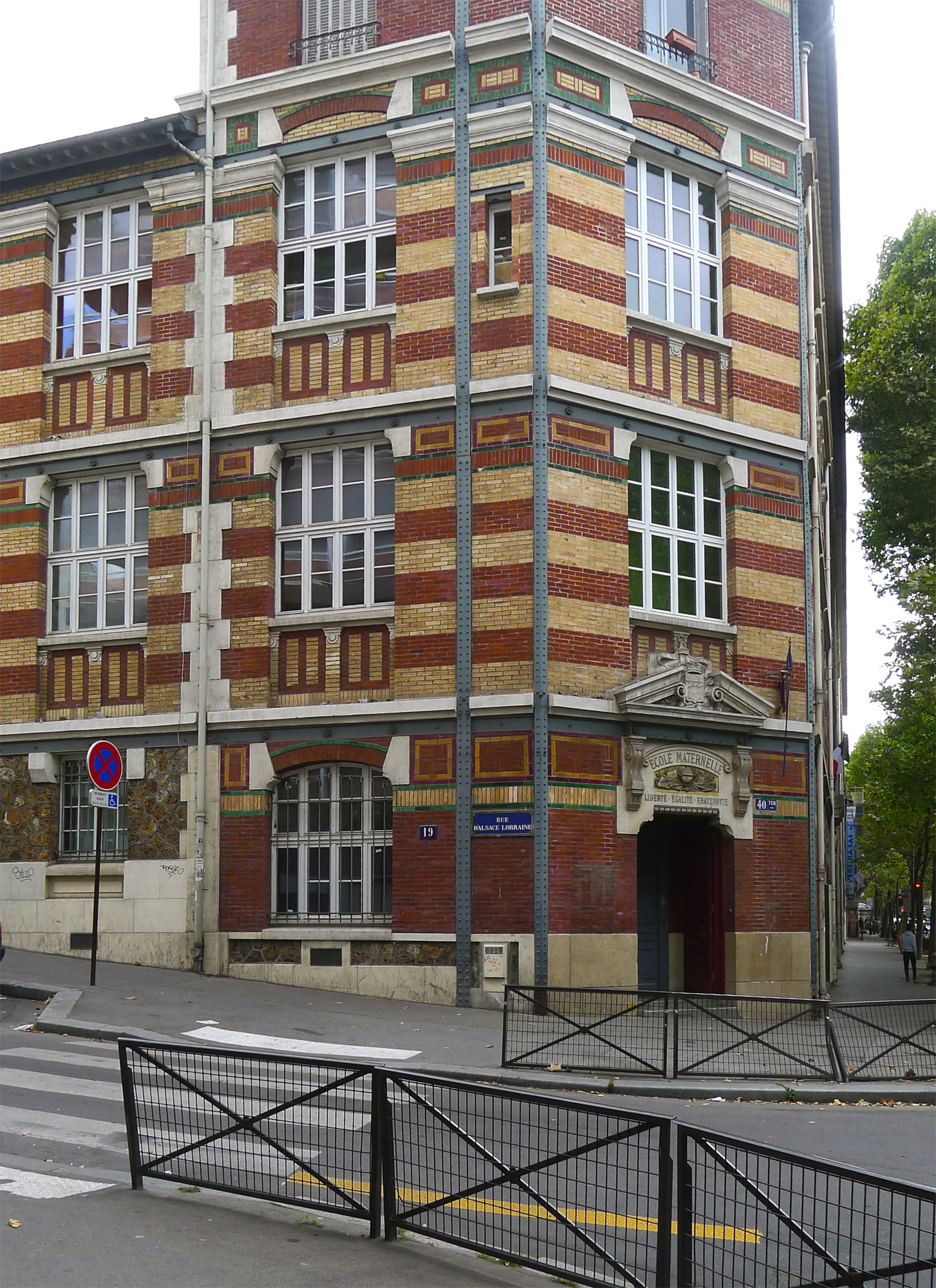
École primaire aux briques bicolores, à l'angle de la rue Manin.